# Joel Miller (Musiker)
Joel Miller (* um 1970) ist ein kanadischer Jazzmusiker (Saxophon, Komposition).

## Leben und Wirken
Miller wuchs in einer Musikerfamilie auf; sein Vater war ein klassischer Komponist und Professor an der Mount Allison University in New Brunswick. Seit er im Alter von zehn Jahren zum ersten Mal das Saxophon in die Hand nahm, wusste er, dass er Jazzmusiker werden wollte. Bereits mit 13 Jahren nahm er an Jamey Aebersolds Jazz Summer Workshop in Nova Scotia teil. Später studierte er bei Kevin Dean an der McGill University sowie am Banff Centre bei Chucho Valdés und Kenny Wheeler.
Miller legte 1996 sein Debütalbum Find a Way vor und erhielt 1997 beim Internationalen Jazzfestival Montreal dessen Grand Prix Jazz Award. Seitdem ist er mit eigenen Gruppen auch in den USA, Mexiko, Europa, Japan und Indien aufgetreten. Es folgten Alben wie Playgrounds (1998), Sky Beneath My Feet (1999), ...and then everything started to look different... (2001), Mandala (2004) und Tantramar (2008). Sein 2013 bei Origin Records veröffentlichtes Album Swim, bei dem Geoffrey Keezer, Greg Ritchie und Fraser Hollins mitwirken, wurde mit dem Juno Award als bestes zeitgenössisches Jazzalbum ausgezeichnet. Sein Album Unstoppable (2019) mit einem 18-köpfigen Orchester ist das Ergebnis seiner Zusammenarbeit mit dem zeitgenössischen Komponisten John Rea und dem Dirigenten Guillaume Bourgogne.
Miller ist mit Ingrid Jensen, Geoffrey Keezer, Matt Wilson, Ben Monder, Kurt Rosenwinkel, Denzal Sinclare, Gary Versace, Henry Hey und mit seiner Frau Christine Jensen aufgetreten und hat mit ihnen aufgenommen. Weiterhin wurde er für die ADISQ Awards („Jazzalbum des Jahres“), die National Jazz Awards („beste akustische Gruppe“) und die Canadian Independent Music Awards nominiert.